# 雙葉車站
37°27′13.36″N 141°0′21.38″E / 37.4537111°N 141.0059389°E
雙葉車站（日语：／ Futaba eki */?），是東日本旅客鐵道（JR東日本）常磐線的鐵路車站，位於福島縣双葉郡双葉町。2011年3月11日發生東日本大地震，此站雖未受海嘯破壞，但因福島第一核電廠事故，車站在該廠的方圓20公里警戒區內、放射線劑量較高的歸還困難區內，而長期停業。2018年8月公佈車站重建工程開始，站舍改為橋上車站，並預計2020年春季隨著富岡浪江間路段恢復營運而重投服務。2020年3月4日起車站周圍解除管制，3月14日隨著富岡浪江間路段恢復通車而重啟營運。

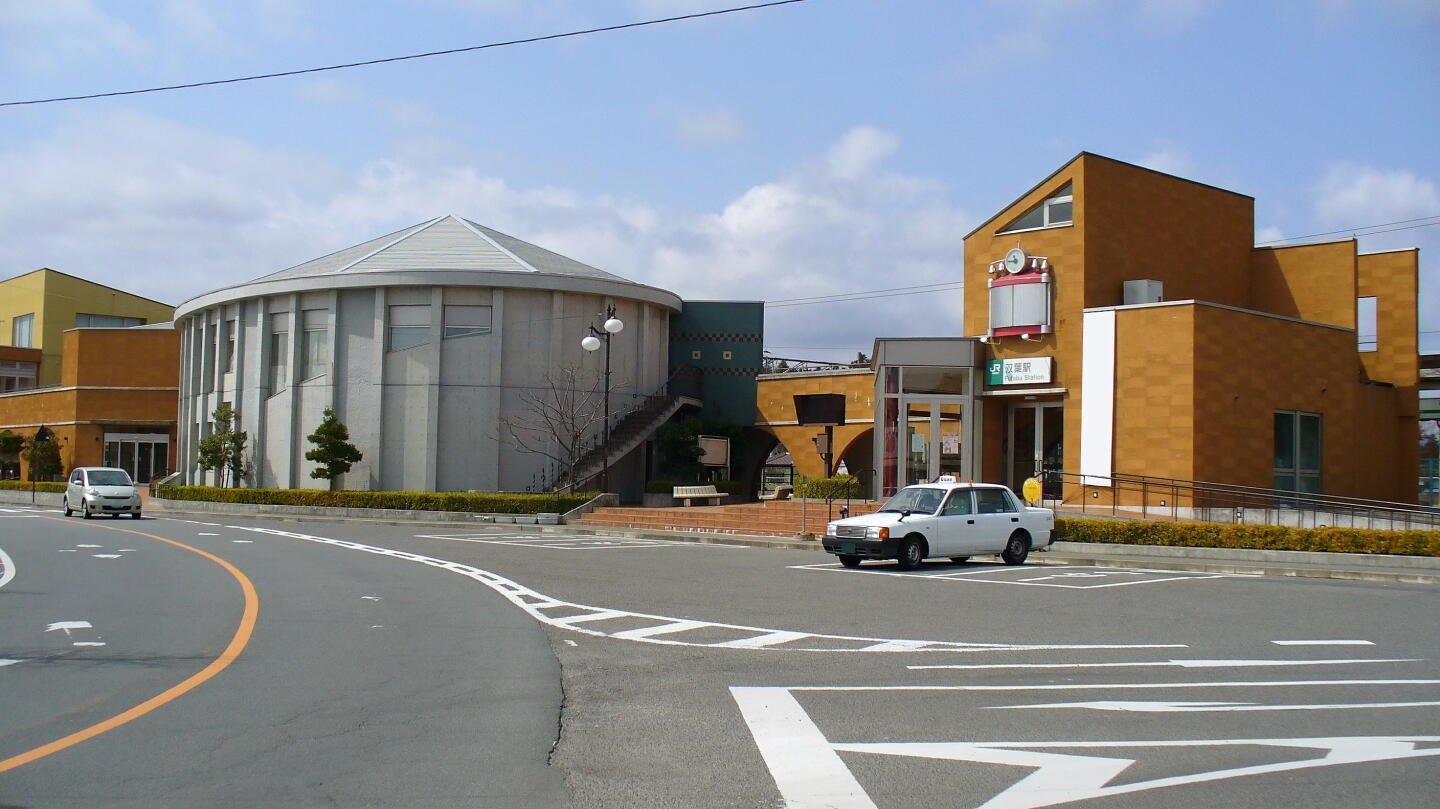
車站舊站房（圖右，2020年重開時已被新站房取代），中間圓形灰色建物為「車站廣場双葉」（2010年11月攝）

## 概要
此站開業時名為「長塚車站」，後來因當地行政區整編，由双葉郡長塚村與新山町於1951年合併為「標葉町」，1956年改名為「双葉町」，車站於1959年10月1日改為現名。
最後的地上站時期站房落成於1998年，有兩座岸式月台、兩股軌道，站房與月台間設有跨線橋。站房與當地社區設的「車站廣場双葉」（ステーションプラザふたば）在同一地方建立。
2018年起改建為橋上車站，跨線橋加設東西自由通路便利車站兩邊行人通行，納入東京近郊區間，站內剪票口加裝Suica驗票機，並導入遠端服務的「Smart Station for EXPRESS」系統而改為無人站。由于本站至大野站区间为归还困难区域，道路交通极为不便。因此为确保在紧急情况可以快速且安全的疏散乘客，并确保乘客不会进入归还困难区域，本站至大野車站間路段由複線改為單線，只保留一股軌道與一座月台，另一股軌道已拆除做為緊急避難通道之用，2020年3月14日落成啟用。原有地上站站房無償讓渡給双葉町。

### 月台配置
| 月台 | 路線    | 方向       | 目的地                                            |
| ---- | ------- | ---------- | ------------------------------------------------- |
| 1    | ■常磐線 | 上行、下行 | 上行：磐城、水戶、上野方向 下行：原之町、仙台方向 |

## 使用情況
根據JR東日本，2000年度（平成12年度）- 2010年度（平成22年度）1日平均上車人次推移如下表。 
2011年（平成23年）3月11日 - 2020年（令和元年）3月13日前述路段暫停營業，翌日3月14日恢復營業以後成為無人站，2011年度（平成23年度）以後不再公佈統計值。
| 上車人次推移       | 上車人次推移     | 上車人次推移    |
| 年度               | 1日平均 上車人次 | 來源            |
| ------------------ | ---------------- | --------------- |
| 2000年（平成12年） | 776              | [ 利用客数 1 ]  |
| 2001年（平成13年） | 772              | [ 利用客数 2 ]  |
| 2002年（平成14年） | 748              | [ 利用客数 3 ]  |
| 2003年（平成15年） | 718              | [ 利用客数 4 ]  |
| 2004年（平成16年） | 682              | [ 利用客数 5 ]  |
| 2005年（平成17年） | 626              | [ 利用客数 6 ]  |
| 2006年（平成18年） | 579              | [ 利用客数 7 ]  |
| 2007年（平成19年） | 569              | [ 利用客数 8 ]  |
| 2008年（平成20年） | 566              | [ 利用客数 9 ]  |
| 2009年（平成21年） | 547              | [ 利用客数 10 ] |
| 2010年（平成22年） | 542              | [ 利用客数 11 ] |

## 相鄰車站
東日本旅客鐵道
■常磐線
大野－雙葉－浪江

### 使用情況
1. ↑  . 東日本旅客鉄道.   [2019-03-04]. （原始内容存档于2019-04-02）.
2. ↑  . 東日本旅客鉄道.   [2019-03-04]. （原始内容存档于2019-02-22）.
3. ↑  . 東日本旅客鉄道.   [2019-03-04]. （原始内容存档于2019-04-02）.
4. ↑  . 東日本旅客鉄道.   [2019-03-04]. （原始内容存档于2019-03-27）.
5. ↑  . 東日本旅客鉄道.   [2019-03-04]. （原始内容存档于2019-02-23）.
6. ↑  . 東日本旅客鉄道.   [2019-03-04]. （原始内容存档于2019-04-02）.
7. ↑  . 東日本旅客鉄道.   [2019-03-04]. （原始内容存档于2019-04-02）.
8. ↑  . 東日本旅客鉄道.   [2019-03-04]. （原始内容存档于2019-04-02）.
9. ↑  . 東日本旅客鉄道.   [2019-03-04]. （原始内容存档于2019-02-22）.
10. ↑  . 東日本旅客鉄道.   [2019-03-04]. （原始内容存档于2019-04-02）.
11. ↑  . 東日本旅客鉄道.   [2019-03-04]. （原始内容存档于2019-04-02）.

## 外部連結
- 車站資訊（雙葉）：東日本旅客鐵道